# 藤本健太郎
藤本 健太郎（ふじもと けんたろう、1967年4月 - ）は、日本の厚生官僚、外交官、行政学者（社会保障論・公共政策論）。静岡県立大学経営情報学部教授・大学院経営情報イノベーション研究科教授。
在ドイツ日本国大使館一等書記官、内閣官房行政改革推進事務局特殊法人等改革推進室参事官補佐、大分大学教育福祉科学部助教授、大分大学教育福祉科学部准教授、静岡県立大学経営情報学部准教授、静岡県立大学経営情報学部副学部長、静岡県立大学大学院経営情報イノベーション研究科附属医療経営研究センターセンター長（第2代）などを歴任した。

## 概要
社会保障制度の持続可能性などを研究する行政学者である。厚生省に入省したのち、大分大学、静岡県立大学で後進を育成した。

## 来歴

### 生い立ち
1967年（昭和42年）生まれ。
東京大学に進学し経済学部経済学科にて経済学を修め、1991年（平成3年）に学士号を取得した。在学中に国家公務員試験に合格しており、卒業後は厚生省に入省した。

### 官界
厚生省では年金局、社会・援護局などで主として社会保障分野を担当した。また、大臣官房では政策課や国際課に所属し、会計課では課長補佐を務めた。1999年（平成11年）から外務省に出向し、在ドイツ日本国大使館にて一等書記官に就任した。帰国後は内閣官房に転じ、行政改革推進事務局の特殊法人等改革推進室にて参事官補佐を務めるなど、小泉政権下での特殊法人改革を担当した。

### 学界
2004年（平成16年）から学究活動に身を投じ、大分大学教育福祉科学部にて助教授や准教授を務めた。その後、静岡県立大学に移り、経営情報学部経営情報学科にて准教授を務めるとともに、大学院の経営情報学研究科経営情報学専攻にて准教授を兼務している。

## 研究
行政学や政治学の中でも社会保障論や公共政策論などを主な研究対象としている。厚生省での経験に基づき、社会保険や年金などの研究を行っており、専門書も著している。外交官としてドイツに駐在した経験を持ち、ドイツの社会保障に関する論文も発表している。『世界の社会福祉年鑑』にてドイツの社会保障政策の概観について執筆した原稿を発表しており、鹿児島国際大学大学院福祉社会学研究科教授の古瀬徹（元厚生省老人保健福祉局老人福祉課長）から「今、ドイツの社会福祉・社会保障はどうなのか? と聞かれたら、1つだけあげよとなると、藤本氏のこの分担部分を挙げます」と評されている。

## 略歴
- 1967年 - 誕生。
- 1991年 - 東京大学経済学部卒業。
- 1991年 - 厚生省入省。
- 1999年 - 在ドイツ日本国大使館一等書記官。
- 2002年 - 内閣官房行政改革推進事務局特殊法人等改革推進室参事官補佐。
- 2004年 - 大分大学教育福祉科学部助教授。
- 2007年 - 大分大学教育福祉科学部准教授。
- 2008年 - 静岡県立大学経営情報学部准教授。

## 著作

### 単著
- 藤本健太郎著『日本の年金』日本経済新聞社、2005年。ISBN 4532110513

### 寄稿
- 大羽宏一編『総合生活学――女性の視点からみた現代社会』法律文化社、2007年。ISBN 9784589030498
- 萩原康生・松村祥子・宇佐美耕一・後藤玲子編集代表『世界の社会福祉年鑑』2007年版、旬報社、2007年。ISBN 9784845110520

## 出演

### ラジオ
- 『とれたてラジオ One to One』静岡放送、2008年5月27日。